# Calotypie

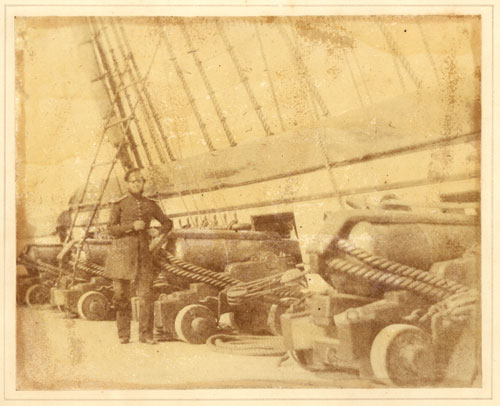
Officier aan boord van de HMS Superb. Een talbotype uit 1845 door de fotograaf Nicolaas Henneman

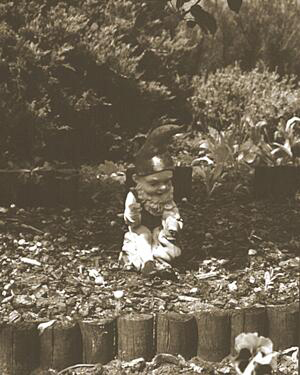
Moderne calotype gedrukt op 'gezouten' papier. Een tuinkabouter (1995)

Calotypie (van het Grieks κάλος, 'goed' of 'mooi', en τύπος, 'afdruk'), ook wel talbotypie genoemd, is een fotografische techniek die in 1839 werd uitgevonden door William Fox Talbot. Ze werd in dezelfde tijd gepresenteerd als de verwante daguerreotypie.
Bij een calotype wordt door een chemisch proces van een papieren negatief een positief beeld op papier afgedrukt. In dit proces zorgt de vezelstructuur van het papieren negatief voor een eigen esthetisch effect: er zijn minder details dan bij een daguerreotype, waardoor de contouren vervagen en er meer gespeeld kan worden met de contrasten tussen licht en donker. Het procedé laat toe meerdere afdrukken te maken van eenzelfde negatief; van een daguerreotypie is er maar een. Er is bij de calotypie manipulatie mogelijk tijdens het afdrukproces. Dit geeft meer vrijheid voor een creatief proces. Terwijl de daguerreotypie na 1865 niet meer gemaakt werd, wist men de calotypie verder te ontwikkelen in de richting van de moderne fotografie. Ook tegenwoordig wordt de techniek soms nog gebruikt.
William Fox Talbot kreeg in 1841 patent op het proces. Zijn eerste fotografisch geïllustreerde boek heet The pencil of nature; er zijn 24 calotypische foto's in opgenomen.